# Joanna Muszkowska-Penson

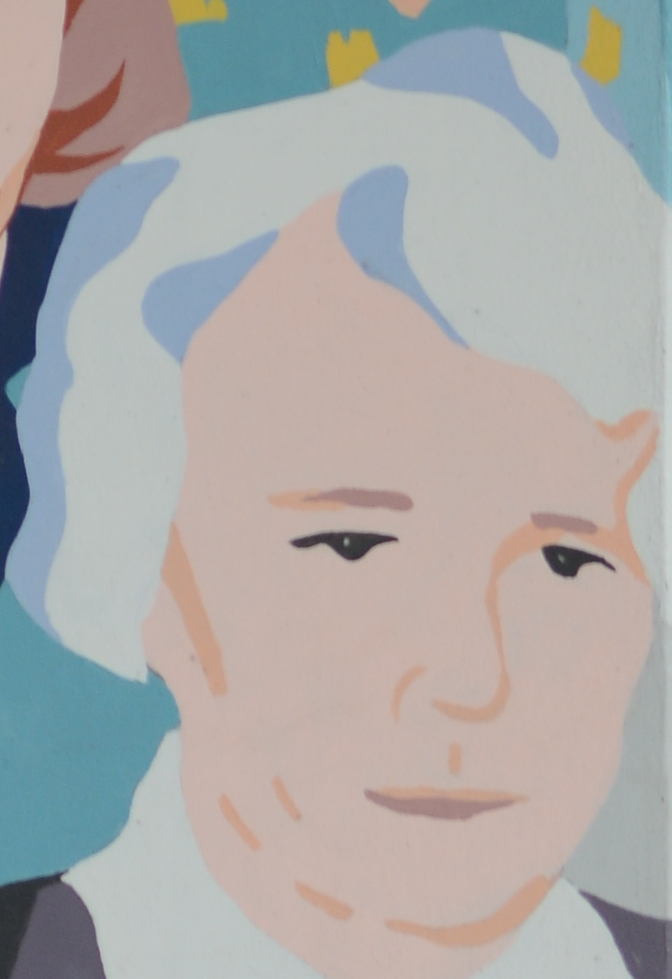
Wizerunek Joanny Muszkowskiej-Penson na muralu „Kobiety Wolności” w Gdańsku

Joanna Helena Muszkowska-Penson (ur. 25 października 1921 w Warszawie, zm. 30 czerwca 2023 w Sopocie) – polska lekarka i nauczycielka akademicka, profesor nauk medycznych, działaczka opozycji w okresie PRL, bliska współpracowniczka Lecha Wałęsy.

## Życiorys
Córka bibliologa Jana Muszkowskiego i Janiny z domu Badior. W 1939 ukończyła X Gimnazjum im. Królowej Jadwigi w Warszawie. W 1940 została żołnierką Związku Walki Zbrojnej w Warszawie. W marcu 1941 zatrzymana i osadzona na Pawiaku, we wrześniu tegoż roku osadzona w niemieckim obozie koncentracyjnym Ravensbrück, skąd została wyzwolona w kwietniu 1945.
W 1950 ukończyła studia na Akademii Medycznej w Łodzi. W 1961 doktoryzowała się, a w 1971 uzyskała stopień doktora habilitowanego. W 1976 otrzymała tytuł profesorski w zakresie nauk medycznych. Specjalizowała się w zakresie nefrologii i chorób wewnętrznych. W latach 1950–1980 zatrudniona w Klinice Chorób Nerek Akademii Medycznej w Gdańsku, następnie do 1991 w szpitalu wojewódzkim, w którym zajmowała stanowisko ordynatora oddziału internistycznego.
W czasie wydarzeń sierpniowych w 1980 wspierała strajkujących stoczniowców, dołączyła następnie do „Solidarności”. Po wprowadzeniu stanu wojennego w swoim mieszkaniu ukrywała m.in. Piotra Dyka. W latach 80. była także osobistą lekarką i tłumaczką Lecha Wałęsy. 14 kwietnia 1984 została zatrzymana i następnie aresztowana za kolportowanie wydawnictw drugiego obiegu. Pozbawienie wolności powszechnie znanej i szanowanej lekarki spotkało się z protestami – petycję o jej uwolnienie podpisało kilka tysięcy osób. Ostatecznie Joanna Muszkowska-Penson została zwolniona po kilku dniach. Kontynuowała działalność opozycyjną, m.in. w maju i sierpniu 1988 udzielała się jako lekarka w czasie strajków w Stoczni Gdańskiej i w gdańskim porcie.
W 1991 przeszła na emeryturę, po czym wyjechała do córki do Glasgow. W 2006 powróciła do Polski, podjęła pracę w biurze Lecha Wałęsy.
Od 1954 była żoną Jakuba Pensona, w latach 60. rektora Akademii Medycznej w Gdańsku.
Została pochowana 7 lipca 2023 na cmentarzu Srebrzysko w Gdańsku.

## Odznaczenia i wyróżnienia
- Krzyż Komandorski Orderu Odrodzenia Polski (2006)[8]
- Złoty Krzyż Zasługi (1975)[1]
- Medal Księcia Mściwoja II (2014)[9]
- Medal „Zasłużonemu Akademii Medycznej w Gdańsku” (1980)[1]
- Medal 30-lecia Akademii Medycznej w Gdańsku (1975)[1]
- Medal 50-lecia Akademii Medycznej w Gdańsku (1995)[1]
- Odznaka honorowa „Za Zasługi dla Ochrony Praw Człowieka” (2016)[10]
- Tytuł honorowego obywatela Gdańska (2018)[11][12]

## Upamiętnienie
Jej wizerunek znalazł się na powstałym w 2019 muralu „Kobiety Wolności” na stacji PKM Strzyża w Gdańsku. W 2021 na dawnym domu Joanny Muszkowskiej-Penson przy ul. Tuwima 29 w Gdańsku odsłonięto poświęconą jej tablicę pamiątkową.